# Лессинг, Готхольд Эфраим (дирижёр)
Готхольд Эфраим Лессинг (нем. Gotthold Ephraim Lessing; 27 сентября 1903, Ваттеншайд — 6 июля 1975, Мюнхен) — немецкий дирижёр и композитор.

## Биография
Окончил в 1921 году Консерваторию Хюттнера в Дортмунде как пианист, ученик Герарда Бунка. Работал педагогом и репетитором в Дортмунде, с 1924 г. в Дуйсбурге. В 1929—1933 гг. дирижёр Данцигского городского театра, в 1933—1935 гг. — Кобургского земельного театра, в 1935—1937 гг. музыкальный руководитель государственного театра в Плауэне. В 1937 г. возглавил симфонический и курортный оркестры в Баден-Бадене в ранге генеральмузикдиректора, в 1946 г. стал первым руководителем реорганизованного из этих коллективов Оркестра Юго-Западного радио Германии. В 1948—1957 гг. музыкальный руководитель Любекской оперы. Затем работал в Мюнхене, руководя мастер-классом для дирижёров, среди его учеников, в частности, Клауспетер Зайбель и Димитрис Аграфиотис. Выступал как приглашённый дирижёр с разными коллективами (в частности, в 1959 г. заменял Ференца Фричая за пультом Берлинского филармонического оркестра). В 1963—1971 гг. возглавлял Президентский симфонический оркестр в Анкаре.
Составил «Справочник по оперному репертуару» (нем. Handbuch des Opern-Repertoires; Данциг, 1934, английское издание 1952).

## Награды
Командорский крест Ордена «За заслуги перед Федеративной Республикой Германия» (1970).